# Adelobotrys spruceana
Adelobotrys spruceana är en tvåhjärtbladig växtart som beskrevs av Célestin Alfred Cogniaux. Adelobotrys spruceana ingår i släktet Adelobotrys och familjen Melastomataceae. Inga underarter finns listade i Catalogue of Life.